# Numb (песня U2)
«Numb» — песня ирландской рок-группы U2. Это третий трек и дебютный сингл из альбома Zooropa. Характерной изюминкой песни стала монотонная мантра «нет», которую произносит гитарист группы — Эдж, на фоне различных семплов и звуковых эффектов. Сумбурная мелодия и лирическая концепция «Numb» были вдохновлены темой «сенсорной перегрузки», которая являлась одной из центральных тем в гастрольном туре Zoo TV Tour. Фронтмен Боно и барабанщик Ларри Маллен-младший спели в этой композиции на бэк-вокале.
Черновой вариант песни был написан во время сессий к альбому Achtung Baby, тогда она называлась «Down All the Days», однако, впоследствии он не попал на пластинку. Во время записи диска Zooropa, группа переработала песню вместе с сопродюсером альбома — Марком «Фладом» Эллисом. Ещё один продюсер записи — Брайан Ино добавил в песню дополнительные клавишные и звуковые эффекты, а также монотонный вокал Эджа. Песня была выпущена в качестве видеосингла на VHS, который содержал клип, снятый режиссёром Кевином Годли. Однако сингл не снискал массового успеха. U2 исполняли «Numb» после возобновления турне Zoo TV в мае 1993 года, но, как и большинство материала из Zooropa, музыканты не возвращались к этому треку на своих выступлениях после окончания этих гастролей.

## Предпосылки
«Numb» является переработанной версией песни «Down All the Days» , которая была написана в ходе сессий для альбома Achtung Baby с продюсером Даниэлем Лануа в берлинской студии Hansa Tonstudio (позже она была выпущена на специальном издании диска, посвященном 20-летию Achtung Baby). Однако группа осталась недовольна этим треком — сопродюсер альбома Флад, который был звукоинженером на Achtung Baby, отметил, что на тот момент она была «неплохой балладой, но в итоге было решено, что она не соответствует формату этой записи». В свою очередь, гитарист Эдж заявил: «ей не хватало чего-то совсем чуть-чуть», описав песню словами: «электронная песня с очень традиционной мелодией и текстом». Тогда ведущим вокалистом трека был Боно.
Во время записи пластинки Zooropa (февраль — май 1993 года) музыканты вновь вернулись к этой песне. Брайан Ино начал работать над ней в студии Windmill Lane Studios, ему был предоставлен субмикс берлинской версии песни, который одержал гитару, бас, бас и ударные. Ино добавил несколько партий клавишных, а также семплы при помощи синтезатора Yamaha DX7. Некоторые из семплов включали арабские голоса и конги. По словам Флада: «идеей Ино было создать мелодию из различных немузыкальными шумов, таких как лупы, куски диалогов и видеосемплов». Эдж описал проделанную Ино работу одним словом — «фантастика».
Значительный вклад в финальную версию песни произошёл, когда диск Zooropa был на стадии отправления «в печать». Эдж провёл в студии несколько часов к ряду, экспериментируя с идеями; в конце концов, он добавил в песню монотонный вокал (к тому моменту сроки сдачи уже поджимали). По словам гитариста, «он сочинил текст очень быстро», Эдж сочинил так много лирики, что два куплета пришлось удалить. Его вокал были записаны в дублинской Westland Studios, где группа работала в течение одного дня. Флад добавил эффект гейтинга, «чтобы уровень шумов снижался, когда он не пел». После добавления вокала Эджа «Numb» по большей части был завершён.
Бэк-вокалистами этого трека выступили Боно и Ларри Маллен. Голос Боно записывался через эффект ревербации, дабы подчеркнуть его «фальцет с нотками соула». В свою очередь, Маллен записал две вокальные дорожки: на первой он также спел фальцетом, на второй звучит его природный голос. После добавления вокала Флад и Эдж смикшировали трек в Westland Studios. Эдж описал процесс работы словами: «очень много редактирования» — но отметил, что процесс микширования этого трека был «самой простой вещью в мире». Флад согласился со своим коллегой, также назвав процесс доведения песни до ума «очень простым». Во время работы в студии на плёнку случайно попал звук перемотки кассетного плеера Walkman, но группе настолько понравился этот звук, что его решили оставить на всём протяжении песни. Финальный микс песни включал в себя около 16 различных звуковых дорожек.

## Издание
Выпустив «Numb» U2 стали одними из пионеров редкого на тот период времени формата «видеосингл». В 1990-м году Мадонна выпустила песню «Justify My Love» таком же формате, однако этот клип тут же попал в чёрный список телеканала MTV из-за своего провокационного содержания. Также, десятью годами ранее (1983 год) группа The Human League отметилась релизом видеосингла, тем не менее для начала 1990-х годов такой формат сингла считался нетипичным; DVD-синглы стали обычным явлением лишь в конце десятилетия.
Ремикс на песню «Numb» звучит в киноленте «Шоугёрлз» (1995). Также, ремикс для этого трека выпустил продюсер Майк Хеджес, он был включён в сборник U2 — The Best of 1990–2000.

## Список композиций
| №  | Название                    | Длительность |
| -- | --------------------------- | ------------ |
| 1. | «Numb» (Video)              | 4:18         |
| 2. | «Numb» (Video remix)        | 4:52         |
| 3. | «Love Is Blindness» (Video) | 4:23         |

## Хит-парады
| Чарт (1993)               | Высшая позиция |
| ------------------------- | -------------- |
| Australian ARIA Chart     | 7              |
| Canada RPM Top 100        | 9              |
| New Zealand Singles Chart | 13             |
| US Hot 100 Airplay        | 61             |
| US Top 40 Mainstream      | 39             |
| US Modern Rock Tracks     | 2              |
| US Mainstream Rock Tracks | 18             |